# Umm at-Tujur (Latakia)
Umm at-Tujur (arab. أم الطيور) – miejscowość w Syrii, w muhafazie Latakia. W 2004 roku liczyła 1101 mieszkańców.